# Ahmad ibn Hanbal
Ahmad ibn Hanbal al-Dhuhli (arabsko أَحْمَد بْن حَنْبَل الذهلي, latinizirano: Aḥmad ibn Ḥanbal al-Dhuhlī), islamski pravnik, teolog, asket in ustanovitelj šole sunitskega prava, * 23. november 780, Bagdad, Abasidski kalifat, † 2. avgust 855, Bagdad
Zelo vpliven in aktiven učenjak v svojem življenju, je Ibn Hanbal postal "ena najbolj cenjenih" intelektualnih osebnosti v Islamski zgodovini, ki je imela "močan vpliv na skoraj vseh področjih" tradicionalne perspektive znotraj sunitskega islama. Eden najpomembnejših zagovornikov zanašanja na svetopisemske vire kot osnovo sunitskega islamskega prava in načina življenja, je Ibn Hanbal sestavil eno najpomembnejših zbirk sunitskih hadisov, Musnad, ki je še naprej pomembno vplivala na področju študije hadisov do danes.
Po študiju fikha (prava) in hadisa pri številnih učiteljih v svoji mladosti, je Ibn Hanbal v poznejšem življenju zaslovel po ključni vlogi, ki jo je igral v mihni, inkviziciji, ki jo je ustanovil abasidski kalif al-Ma'mun proti koncu svoje vladavine. V njej je vladar uradno podprl Muʿtazilitesko dogmo o tem, da je Koran ustvarjen, mnenje, ki je nasprotovalo tradicionalnemu nauku večnega Korana, neustvarjene Božje besede. Ibn Hanbal je bil pod kalifovo oblastjo fizično preganjan zaradi neomajnega sledenja tradicionalnemu nauku, vendar je njegova trdnost v tem posebnem primeru le še okrepila njegov "velik ugled" v analih sunitske zgodovine.
Skozi sunitsko islamsko zgodovino so Ibn Hanbala častili kot vzorno osebnost v vseh tradicionalnih šolah Sunitske misli, tako pri eksoteričnih ulemah kot pri mistikih, pri čemer ga slednji pogosto označujejo za svetnika v njihovih hagiografijah. Mojster hadisov iz štirinajstega stoletja al-Dhahabi je Ibn Hanbala označil za "pravega šejka islama in vodjo muslimanov tistega časa, mojstra ḥadisov in dokaz vere".
V sodobnem času je Ibn Hanbalovo ime v nekaterih delih islamskega sveta postalo sporno, saj ga je hanbalsko reformno gibanje, znano kot vahabizem, navajalo kot enega glavnih vplivov skupaj s hanbalskim reformatorjem iz 13. stoletja Ibnom Taymiyyahom. Kakorkoli so nekateri strokovnjaki zagovarjali, da Ibn Hanbalova prepričanja dejansko niso imela "nobene prave vloge pri oblikovanju osrednjih doktrin vahabizma", saj po mnenju istih avtorjev obstajajo dokazi, da so "starejše hanbalitske avtoritete imele doktrinalne pomisleke, ki so se zelo razlikovali od vahabističnih", saj je srednjeveška hanbalska literatura bogata s sklicevanjem na svetnike, obisk grobov, čudeže in relikvije. V zvezi s tem strokovnjaki navajajo Ibn Hanbalovo podporo uporabi relikvij kot eno od številnih pomembnih točk, v katerih se teologova mnenja razlikujejo od mnenj vahabistov. Drugi strokovnjaki pa vstrajajo, da je bil Ahmād ibn Hānbal "daljni prednik vahabisma" in je močno navdihnil tudi konservativno reformno gibanje Salafiyya.

## Opomba za v pomoč pri razumevanju
Hadith je zapis besed, dejanj in odobravanj preroka Mohameda (poslanec Boga), ki se prenašajo po verigah pripovedovalcev (kot je bil Ahmad ibn Hanbal). Z drugimi besedami, ḥadith so prenesena poročila, ki se pripisujejo Mohamedovim besedam in dejanjem.

## Življenjepis

### Družina in mladost
Družina Ahmada ibn Hanbala je izvirala iz Basre v Iraku in je pripadala arabskemu plemenu Banu Dhuhl. Njegov oče je bil častnik v Abasidski vojski v Khurasanu, pozneje pa se je z družino naselil v Bagdadu, kjer se je Ahmad rodil leta 780.
Ibn Hanbal je imel dve ženi in več otrok. Njun starejši sin je pozneje postal sodnik v Isfahanu.

### Izobrazba in delo
Imam Ahmad je izčrpno študiral v Bagdadu, pozneje pa potoval, da bi se še bolj izobrazil. Tako se je začel učiti pravosodja (fiqh) pri znamenitem hanafijskem sodniku Abu Jusufu, priznanem učencu in spremljevalcu Imaama Abu Hanifaha. Po končanem študiju pri Abu Jusufu je Ibn Hanbal začel potovati po Iraku, Siriji in Arabiji ter zbirati hadise ali izročila preroka Mohameda. S tem znanjem je postal vodilna avtoriteta na področju hadisov in zapustil obsežno enciklopedijo hadisov, imenovano Musnad Ahmad ibn Hanbal. Po več letih potovanj se je vrnil v Bagdad, kjer je študiral islamsko pravo pri Al Šafiju.
Ahmad je na stara leta postal mufti in ustanovil hanbalski madab, šolo islamskega prava, ki danes prevladuje v Savdski Arabiji, Katarju in Združenih arabskih emiratih. V nasprotju z drugimi tremi šolami islamskih pravnih ved (Hanafi, Maliki in Shafi) je hanbalski madhab ostal tradicionalističen oziroma athari v teologiji.
Ibn Hanbal je bil tudi vojak na islamskih mejah (ribat) in je petkrat v življenju opravil Hadž, od tega dvakrat peš.

### Smrt
Ibn Hanbal je umrl v petek, 12. rabi-ul-awwal, 241 islamskega štetja/2. avgusta 855, star 74-75 let, v Bagdadu v Iraku. Zgodovinarji pripovedujejo, da se je njegovega pogreba udeležilo 800.000 moških in 60 000 žensk ter da je na ta dan 20.000 kristjanov in judov prestopilo v islam. Njegov qabr (grob) se nahaja v prostorih svetišča Imam Ahmad bin Hanbal  v okrožju Ar-Rusafa.

## Mihna
Znano je, da je bil Ibn Hanbal poklican pred inkvizicijo ali mihno abasidskega kalifa Al-Ma'muna. Ta je želel uveljaviti versko avtoriteto kalifa tako, da je pritiskal na učenjake, naj sprejmejo stališče mu'tazilov: da je Koran ustvarjen in ne neustvarjen. Po sunitskem izročilu je bil Ibn Hanbal med učenjaki, ki so se uprli kalifovemu vmešavanju in mu'tazilski doktrini o ustvarjenem Koranu. Ibn Hanbal se je uprl inkviziciji mu'tazilcev (ki so bili takrat vladajoča oblast) in tako se je hanbalska šola trdno uveljavila ne le kot šola fiqha (pravne prakse), ampak tudi teologije.
Zaradi zavračanja mu'tazilitske oblasti je bil Ibn Hanbal ves čas vladavine al Ma'muna zaprt v Bagdadu. V incidentu med vladavino al-Ma'munovega naslednika al-Mu'tasima je bil Ibn Hanbal bičan do nezavesti. To pa je povzročilo nemir v Bagdadu in al Mu'tasim je bil prisiljen izpustiti Ibn Hanbala. Po al Mu'tasimovi smrti je al Wathiq postal kalif in nadaljeval politiko svojega predhodnika glede uveljavljanja mu'tazilitov ter v tem izgnal Ibn Hanbala iz Bagdada. Ibn Hanbal je bil dobrodošel nazaj v Bagdadu šele po al Vatikovi smrti in prihodu njegovega brata al Mutavakkila, ki je bil veliko prijaznejši do bolj tradicionalnih sunitskih prepričanj.

## Pogledi in prepričanja
Ibn Hanbalov glavni nauk je bil pozneje znan kot "tradicionalistična misel", ki je poudarjala odobritev le Korana in hadisov kot temeljev ortodoksnega verovanja. Vendar pa je verjel, da so le nekateri izbranci ustrezno pooblaščeni za razlago svetih besedil.

### Teologija

#### Bog
Ibn Hanbal je verjel, da je popolna definicija Boga podana v Koranu in zato menil, da prava vera v Boga pomeni verovanje v opis, ki ga je Bog podal o sebi v islamskem Svetem pismu. Trdil je, da je Bog unikaten in absoluten ter popolnoma neprimerljiv z ničemer v svetu njegovih stvaritev. Kar zadeva različne božanske lastnosti pa je verjel, da je treba vse običajne lastnosti Boga kot so sluh, vid, govor, vsemogočnost, volja, modrost, videnje vernikov na dan vstajenja itd. dobesedno potrditi kot "resničnost" (ḥaqq). Na enak način je treba razumeti tudi tiste lastnosti, ki se imenujejo "nejasne" (mutas̲h̲ābih), na primer tiste, ki govorijo o Božji roki, obrazu, prestolu in vseprisotnosti, videnju vernikov na dan vstajenja itd. Ibn Hanbal je tiste verze v svetih spisih z očitno antropomorfnimi opisi obravnaval kot muhkamat (jasne) verze, ki dopuščajo le dobesedni pomen.
Poleg tega je Ibn Hanbal "zavrnil negativno teologijo (taʿṭīl) džahmijcev in njihovo posebno alegorično eksegezo (taʾwīl) Korana in izročila ter nič manj odločno kritiziral antropomorfizem (tas̲h̲bīh) muslimanov, med katere je v okviru svojih polemik vključil tudi džahmijce kot nezavedne antropomorfiste". Ibn Hanbal je bil tudi kritik odkritih in nepotrebnih špekulacij na področju teologije; menil je, da je pravično častiti Boga "brez 'načina' teologoumena (bilā kayf)", in menil, da je modro prepustiti Bogu razumevanje njegove lastne skrivnosti. Tako je Ibn Hanbal postal močan zagovornik formule bi-lā kayfa, ki je tradicionalistom omogočilo, da so zanikali ta'wil (figurativne razlage) navidezno antropomorfnih besedil in hkrati potrdili nauk o "breztelesnem, transcendentnem božanstvu". Čeprav je zagovarjal dobesedni pomen Korana in preroških izjav o Bogu, Ibn Hanbal ni bil fideist in je bil pripravljen sodelovati v hermenevtičnih vajah.
Ibn Hanbal je prav tako priznal "božansko obliko (Al-Şūrah)" kot resnično Božjo lastnost. Ni se strinjal s tistimi spekulativnimi teologi, ki so božansko obliko razlagali kot nekaj, kar predstavlja psevdo-boštva, na primer: sonce, luna, zvezde itd. Zanj je zanikanje, da ima Bog resnično obliko, kufr (nevera). Verjel je tudi, da je Bog ustvaril Adama "po svoji podobi". Ibn Hanbal je obtožil tiste, ki so trdili, da se to nanaša na podobo Adama, tako da je zatrdil:
"Kdor pravi, da je Alah ustvaril Adama po Adamovi podobi, je džahmi (nevernik). Kakšno podobo je imel Adam, preden ga je On ustvaril?"

#### Koran
Eden najbolj znanih prispevkov Ibn Hanbala k sunitski misli je bila njegova pomembna vloga pri utrjevanju tradicionalnega nauka, da je Koran "neustvarjena Božja beseda" (kalām Allāh g̲h̲ayr mak̲h̲lūḳ). Ibn Hanbal ni kot "Koran" razumel "le abstraktne ideje, temveč tudi Koran s črkami, besedami, izrazi in idejami - Koran v vsej njegovi živi resničnosti, katerega narava se sama po sebi izmika človeškemu razumevanju".

#### Taqlid
Ahmad ibn Hanbal je podpiral idžtihad (Ijtihad) in zavračal Taqlid; prakso slepega sledenja madhabom (pravnim šolam). O tem je zapisano v traktatu Fath al-Majeed, ki ga je napisal hanbalistični kadi 'Abd al-Rahman ibn Hassan (1196-1285 islamskega štetja/1782-1868 po Kr.). Ibn Hanbal je v primerjavi s šerkom (politeizmom) dejal:
"Čudim se ljudem, ki vedo, da je sanad (tj. veriga prenosa) verodostojen, a kljub temu sledijo mnenju Sufjana, kajti Allah (naj bo poveličan), pravi: {A naj se tisti, ki nasprotujejo poslančevi zapovedi (tj. njegovi sunni - pravnim načinom, ukazom, dejanjem čaščenja, izjavam) (med sektami), pazijo, da jih ne doleti kakšna fitnah (nevera, preizkušnje, nesreča, potres, ubijanje, premagovanje tirana) ali da jih ne doleti boleča muka}. (An-Nur: 63) Ali veste, kaj je to fitnah? Fitnah je shirk (politeizem). Morda bi zavrnitev nekaterih njegovih besed povzročila, da bi človek v svojem srcu podvomil in se oddaljil ter bil tako uničen."

#### Posredovanje
Abū Bakr al-Marwazī v svojem Mansak pripoveduje, da je Ibn Hanbal želel, da je bilo tawassul (posredovanje) vsakič narejeno prek preroka z besedilom: "O Bog! Obračam se k tebi s tvojim prerokom, prerokom usmiljenja. O Mohamed! Skupaj z vami se obračam na svojega Gospoda, da izpolni mojo potrebo." To poročilo se ponavlja v številnih kasnejših hanbalskih delih v kontekstu osebne prošnje kot vprašanja sodne prakse.

#### Misticizem
Ker obstajajo zgodovinski viri, ki kažejo na očitne "mistične elemente v njegovi osebni pobožnosti", in dokumentirani dokazi o njegovih prijaznih stikih s številnimi zgodnjimi sufijskimi svetniki, vključno z Maruf Karkhijem, je priznano, da je bil odnos Ibn Hanbala s številnimi sufiji odnos vzajemnega spoštovanja in občudovanja. Qadi Abu Ya'la v svojem Tabaqatu poroča: "[Ibn Hanbal] je zelo spoštoval sufije ter jim izkazoval prijaznost in radodarnost. Ko so ga povprašali o njih in mu rekli, da nenehno sedijo v mošejah, je odgovoril: "Znanje jih je prisililo, da sedijo." Poleg tega v Ibn Hanbalovem Musnadu najdemo večino poročil hadisov o abdalu, štiridesetih glavnih svetnikih, "katerih število [po islamskem mističnem nauku] naj bi ostalo stalno, enega naj bi po njegovi smrti vedno zamenjal drugi" in katerih ključno vlogo v tradicionalni sufijski koncepciji nebeške hierarhije so podrobno opisali poznejši mistiki, kot sta Hujwiri in Ibn Arabi. Poročali so, da je Ibn Hanbal izrecno opredelil Marufa Karkhija kot enega od abdalov, rekoč: "On je eden od nadomestnih svetnikov in njegova prošnja je uslišana." Ibn Hanbal je kasneje o istem sufiju retorično vprašal: "Ali je versko znanje kaj drugega kot to, kar je dosegel Maruf?" Poleg tega obstajajo poročila o tem, da je Ibn Hanbal hvalil zgodnjega asketskega svetnika Bišra Bosonogega in njegovo sestro kot dva izjemna posameznika predana Bogu in da je pošiljal ljudi z mističnimi vprašanji k Bišru za vodstvo. Zapisano je tudi, da je Ibn Hanbal o zgodnjih sufijih dejal: "Ne poznam ljudi, ki bi bili boljši od njih." Poleg tega obstajajo poročila o Ibn Hanbalovem sinu Salihu, kjer je zapisano, da ga je oče nagovarjal, naj gre študirat k sufijem. Po nekem izročilu je Sālih dejal: "Moj oče je poslal po mene, kadarkoli ga je obiskal kakšen asket (zāhid aw mutaqashshif), da sem ga lahko pogledal. Želel si je, da bi postal takšen."
Kar zadeva sprejemanje Ibn Hanbala s strani sufijcev, je očitno, da so ga "visoko cenili" vsi pomembnejši sufiji klasičnega in srednjeveškega obdobja, poznejši sufijski kronisti pa so v svojih hagiografijah pravnika pogosto označili za svetnika in ga hvalili tako zaradi njegovega pravnega dela kot zaradi njegovega spoštovanja sufijskega nauka. Hujwiri je na primer o njem zapisal: "Odlikovala sta ga pobožnost in spoštovanje ... Sufiji vseh redov ga imajo za blaženega. Družil se je z velikimi šejki, kot so Dhul-Nun iz Egipta, Bishr al-Hafi, Sari al-Saqati, Maruf Karkhi in drugi. Njegovi čudeži so bili očitni, njegova pamet pa zdrava ... Bil je trdno prepričan o verskih načelih, njegovo veroizpoved pa so potrdili vsi [teologi]."[48] Tako nehanbalski kot hanbalski sufijski hagiografi, kot sta Hujwiri in Ibn al-Jawzi, so omenjali tudi Ibn Hanbala kot ustvarjalca čudežnega. Na primer, Ibn Hanbalovo telo je bilo po tradiciji blagoslovljeno s čudežem nepokvarljivosti, pri čemer Ibn al-Jawzi pravi: "Ko je bil prerokov potomec Abū Ja'far ibn Abī Mūsā pokopan poleg njega, je bil Ahmad ibn Hanbalov grob izpostavljen. Njegovo truplo še ni zgnilo in rjuha je bila še vedno cela in nerazpadla."
Čeprav obstaja mnenje, da sta bila Ibn Hanbal ali njegova šola nekako nenaklonjena sufizmu, so učenjaki, kot je Eric Geoffrey, trdili, da je to mnenje bolj pristransko kot objektivno, saj ni nobenega dokaza, da je hanbalska šola "[napadala] sufizem kot tak, bolj kot katera koli druga šola" in je očitno, da so "v prvih stoletjih nekateri veliki sufiji [kot so Ibn Ata Allah, Hallaj in Abdullah Ansari] ... sledili hanbalski pravni šoli". V dvanajstem stoletju je bil odnos med hanbalizmom in sufizmom tako tesen, da je bil eden najvidnejših hanbalskih pravnikov, Abdul Kadir Džilani, hkrati tudi najslavnejši sufi svoje dobe in Tariqa, ki jo je ustanovil (Qadiriyya), pa je vse do danes ostala eden najbolj razširjenih sufijskih redov.  Tudi poznejši hanbalski avtorji, ki so bili znani po tem, da so kritizirali nekatere "odklone" nekaterih heterodoksnih sufijskih redov svojega časa (kot so Ibn Qudamah, Ibn al-Jawzi in Ibn Qayyim al-Jawziyya), so vsi pripadali redu Abdul Qadirja Jilanija in sufizma nikoli niso naravnost obsodili.

#### Relikvije
Kot ugotavljajo znanstveniki, je očitno, da je Ibn Hanbal "verjel v moč relikvij" in podpiral iskanje blagoslova prek njih v verskem čaščenju. Več pričevanj o Ibn Hanbalovem življenju pravi, da je pogosto nosil "mošnjiček […] v rokavu, ki je vseboval […] lase preroka". Poleg tega Ibn al-Jawzi navaja izročilo, ki ga je pripovedoval Ibn Hanbalov sin Abdullah: "Videl sem, kako je moj oče vzel en prerokov las, ga položil nad usta in ga poljubil. Morda sem ga videl, kako si ga je dal na oči, ga namočil v vodo in jo nato pil, da bi se ozdravil." Na enak način je Ibn Hanbal tudi pil iz Prerokove sklede (tehnično "drugorazredna" relikvija), da bi od nje pridobil blagoslov, in menil, da je dotikanje in poljubljanje svetega preroškega minbarja za blagoslove dovoljeno in pobožno dejanje. Ibn Hanbal je pozneje ukazal, da ga pokopljejo z lasmi preroka, ki jih je imel v lasti, "po enega na vsakem očesu in tretjem na jeziku".
Sufijski učenjak Gibril Haddad poroča o al-Dhahabiju, da je Ibn Hanbal "iskal blagoslov iz relikvij preroka". S sklicevanjem na zgoraj omenjeno poročilo o Ibn Hanbalovi predanosti do preroških las, al-Dhahabī nato ostro kritizira vsakogar, ki najde napako v praksi tabarruk ali iskanju blagoslova od svetih relikvij, rekoč: "Kje je zdaj prepirljiv kritik Imām Ahmad?" Prav tako je verodostojno ugotovljeno, da je Abd Allāh [Ibn Hanbalov sin] vprašal svojega očeta o tistih, ki se dotikajo pomela Prerokove prižnice in stene Prerokove sobe, ter dejal: "Ne vidim nobene škode v tem. Naj Bog varuje nas in vas pred mnenjem drugače mislečih in novostmi!"
Ko ga je njegov sin Abdullah vprašal o legitimnosti dotikanja in poljubljanja groba preroka v Medini, naj bi Ibn Hanbal odobril obe dejanji kot dovoljeni v skladu s svetim zakonom.

### Sodna praksa
Po mnenju hanbalskega učenjaka Najm al-Dina Tufija (716 islamskega štetja/1316 po Kr.) Ahmad ibn Hanbal ni oblikoval pravne teorije, saj "se je v celoti ukvarjal s hadisi in njihovim zbiranjem". Več kot stoletje po Ahmadovi smrti se je hanbalski legalizem razvil kot posebna šola; zaradi prizadevanj pravnikov, kot so Abu Bakr al-Athram (261 islamskega štetja/874 po Kr.), Harb al-Kirmani (280 po Kr./893 po Kr.), 'Abd Allah ibn Ahmad (290 islamskega štetja/903 po Kr.), Abu Bakr al-Khallal (311 islamskega štetja/923 po Kr.) itd., ki so sestavili različne Ahmadove pravne razsodbe.

#### Neodvisna utemeljitev muftija
Ibn Hanbal je imel tudi strogo merilo za ijtihad ali neodvisno utemeljevanje v pravnih zadevah s strani muftijev in ulemov. Ena od zgodb pripoveduje, da je Zakarija ibn Yaḥyā al-Ḍarīr vprašal Ibn Hanbala: "koliko zapomnjenih ḥaditov zadostuje, da nekdo postane mufti (kar pomeni mujtahidni pravnik ali tisti, ki je sposoben izdajati neodvisno utemeljene fatwe)." Po pripovedi je Zakarija vprašal: "Ali je sto tisoč dovolj?" na kar je Ibn Hanbal odgovoril negativno, Zakariyyā pa je vprašal, ali jih je bilo dvesto tisoč, na kar je dobil enak odgovor od pravnika. Tako je Zakarija povečeval število, dokler ni Ibn Hanbal pri petsto tisočih rekel: "Upam, da bo to dovolj." Zato so trdili, da Ibn Hanbal ni odobraval neodvisnega razmišljanja tistih muftijev, ki niso bili absolutni mojstri v pravu in sodni praksi.

#### Laično tolmačenje
Zdi se, da je bil Ibn Hanbal velik nasprotnik "laičnega tolmačenja" in je dejansko menil, da so za pravilno razlago svetih besedil usposobljeni le verski učenjaki. Ena od veroizpovedi, ki mu jo pripisujejo, se začne z besedami: "Hvaljen naj bo Bog, ki je v vsaki dobi in razmiku med preroki (fatra) povzdignil učene može z odličnimi lastnostmi, ki pozivajo tistega, ki zablodi (naj se vrne) na pravo pot." Poudarjeno je bilo, da ta posebna vera "izrecno nasprotuje uporabi osebne presoje (raʾy) ... [kot podlage] za sodno prakso".

### Etika

#### Razlike v mnenju
Ibn Hanbal je bil za časa svojega življenja in tudi pozneje hvaljen zaradi "mirnega sprejemanja pravnih razlik med različnimi šolami islamskega prava". Po mnenju poznejših uglednih učenjakov hanbalske šole, kot sta Ibn Aqil in Ibn Taymiyyah, je Ibn Hanbal "menil, da je vsak madhhab pravilen, in sovražil, da bi pravnik vztrajal, da ljudje sledijo njegovemu, tudi če bi jih imel za napačne in tudi če je resnica v določeni zadevi ena sama".

## Dela
V Ibn al-Nadimovem Fihristu najdemo naslednje knjige:
•	Usool as-Sunnah: "Foundations of the Prophetic Tradition (in Belief)"
•	as-Sunnah: "The Prophet Tradition (in Belief)"
•	Kitab al-`Ilal wa Ma‘rifat al-Rijal: "The Book of Narrations Containing Hidden Flaws and of Knowledge of the Men (of Hadeeth)" Riyad: Al-Maktabah al-Islamiyyah
•	Kitab al-Manasik: "The Book of the Rites of Hajj"
•	Kitab al-Zuhd: "The Book of Abstinence" ed. Muhammad Zaghlul, Beirut: Dar al-Kitab al-'Arabi, 1994
•	Kitab al-Iman: "The Book of Faith"
•	Kitab al-Masa'il: "Issues in Fiqh"
•	Kitab al-Ashribah: "The Book of Drinks"
•	Kitab al-Fada'il Sahaba: "Virtues of the Companions"
•	Kitab Tha'ah al-Rasul : "The Book of Obedience to the Messenger"
•	Kitab Mansukh: "The Book of Abrogation"
•	Kitab al-Fara'id: "The Book of Obligatory Duties"
•	Kitab al-Radd `ala al-Zanadiqa wa'l-Jahmiyya: "Refutations of the Heretics and the Jahmites" (Cairo: 1973)
•	Tafsir: "Exegesis"
•	Musnad Ahmad ibn Hanbal

## Zgodovinski pogledi
Ibn Hanbal je bil zelo hvaljen zaradi svojega dela na področju preroškega izročila (hadisov), sodne prakse in obrambe tradicionalne sunitske teologije.

### Pravosodje
Nekateri domnevajo, da njegovi pravni pogledi niso bili vedno sprejeti. Ekseget Muhammad ibn Jarir al-Tabari, ki je nekoč želel študirati pri Ibn Hanbalu, je pozneje izjavil, da Ibn Hanbala ni imel za pravnika in njegovim stališčem na tem področju ne pripisuje nobene vrednosti ter ga opisuje le kot strokovnjaka za preroško izročilo. Vendar je to treba obravnavati v kontekstu svojega časa, saj je bila Ibn Hanbalova šola še v povojih in ji v primerjavi z drugimi šolami še ni sledilo toliko ljudi, študenti pa so bili v sporu z Al-Tabarijevo šolo. Upoštevajte, da je Imam Ahmadovo Masa'il , tj. prvo pisno zbirko Ibn Hanbalovih vprašanj in odgovorov, napisal Abu Bakr al-Khallal, ki je živel približno v istem času kot Al-Tabari, prvo pisno zbirko Ibn Hanbalovega fiqh pa je napisal Al-Khiraqi, ki je prav tako živel v približno istem času. Bolj sistematično poučevanje Ibn Hanbalovega pravosodja v izobraževalnih ustanovah se je začelo šele po tem.
Kakor koli že, velika večina drugih učenjakov priznava Ibn Hanbala kot mojstra pravnika, vrednega tistega, čigar metodologija je postala temelj lastne šole sodne prakse. Imam Šafi'i je med številnimi drugimi pohvalami dejal: "Ahmad je Imam na osmih področjih: na področju hadisa, sodne prakse, Al-Korana, Al-Lughah, Al-Sunnah, Al-Zuhd, Al-Warak in Al-Faqr."

### Hadith
Poroča se, da je Ibn Hanbal dosegel naziv al Hafidh Haditha v skladu s klasifikacijo Jamal al-Din al-Mizzija, saj je podelitev naziva odobril Ibn Hajar al-Asqalani, ker si je Ibn Hanbal v svojem življenju zapomnil vsaj 750.000 hadisov, kar je več kot Muhammad al-Bukhari in Muslim ibn al-Hajjaj, ki sta si zapomnila vsak 300. 000 hadisov, ter Abu Dawud al-Sijistani, ki si je zapomnil 500.000 hadisov. Abu Zur'ah omenja, da si je Ibn Hanbal zapomnil 1.000.000 hadisov, med katerimi jih je 700.000 povezanih s sodno prakso.
Medtem ko je Ibn Hanbal po klasifikaciji Marfu' Haditha dosegel naziv Amir al-Mu'minin al-Hadith, ki ga je v zgodovini doseglo le nekaj učenjakov (preučevalcev) Hadisa (Hadith), kot so Malik ibn Anas, Yahya ibn Ma'in, Hammad ibn Salamah, Ibn al-Mubarak, in Al-Suyuti, Ibn Hanbalov Musnad kljub vsemu ni uvrščen med Kutub al-Sittah, šest velikih zbirk hadisov.

#### V popularni kulturi
Ahmad ibn Hanbal je bil v veliki meri upodobljen leta 2017 v ramadanski dramski seriji "The Imam" z Mahyarjem Khaddourjem v glavni vlogi. Predvajala se je na Qatar TV.